# Нашер, Джек
Джек Нашер (Jack Nasher Awakemian, 1 июня 1979) — немецкий писатель, автор бестселлеров, советник по переговорам и профессор Мюнхенской бизнес-школы.

## Образование и ранние годы
Джек Нашер имеет сирийские, армянские и афганские корни. Его отец был хирургом, мать — доктор внутренней медицины и писатель.
Нашер посещал различные учебные заведения в Германии, Франции и Соединенных Штатах. Нашер получил степень магистра философии и психологии в Трирском университете. Окончил юридический факультет Франкфуртского университета, получил степень магистра в области управления в Оксфордском университете, также был научным сотрудником Holywell Manor в колледже Balliol, Оксфордский университет. Получил докторскую степень по философии в университете в Вене. Позже Нашер продолжил свою юридическую подготовку в Европейском суде, в Европейском парламенте и в юридической фирме Skadden, Arps, Slate, Meagher & Flom, также был участником немецкой миссии в ООН в Нью-Йорке.

## Преподавание
Нашер начал свою педагогическую карьеру в качестве преподавателя в Оксфордском университете, где он также проводил собеседования для будущих студентов, прежде чем был назначен профессором по лидерству и организации в Мюнхенской бизнес-школе в 2010 году. Во время его назначения он был самым молодым профессором в Баварии.

## Публикации
Книги Насера были опубликованы в Германии, Австрии, Швейцарии, Польше, Чехии, Корее, России, Тайване и Китае и неоднократно становились бестселлерами в Германии.
Работа Нашера регулярно освещается в таких издательствах, как ZEIT, Handelsblatt, Süddeutsche Zeitung, и Focus, где Нашер ведет колонку.
Первый бестселлер Нашера Durchschaut сосредотачивает внимание на инструментах для обнаружения обмана, тогда как Entlarvt! описывает применение методов допроса к корпоративному контексту. В Сделке! Нашер сосредоточился на переговорах. Книга стала одной из самых продаваемых бизнес-книг года в Германии.
- Die Kunst, Kompetenz zu zeigen. mvg 2004
- Die Moral des Glücks. Eine Einführung in den Utilitarismus. Berlin: Duncker & Humblot 2009
- Durchschaut! Das Geheimnis, kleine und große Lügen zu entlarven. Random House 2010, также опубликована в Китае, Кореи, Польше, Чехии, Австрии и Швейцарии.[12]
- Deal! Du gibst mir, was ich will. Frankfurt/New York: Campus 2013. На русском языке издана в 2014 году, также опубликована в Китае, Кореи, Польше, Чехии, Австрии и Швейцарии.
- Entlarvt. Wie Sie in jedem Gespräch an die ganze Wahrheit kommen Frankfurt/New York: Campus 2015
- Überzeugt. Wie Sie Kompetenz zeigen und Menschen für sich gewinnen Frankfurt/New York: Campus 2017
- Die Staatstheorie Karl Poppers : eine kritisch-rationale Methode. Tuebingen: Mohr 2017

### Издательства на русском языке
Договорились! Беспроигрышная тактика переговоров Санкт-Петербург: Питер 2014

## Награды и членство
- В 2016 году Нашер получил Золотую медаль за лучшую работу на Международной конференции по прикладной психологии в Коломбо, Шри-Ланке[14]
- Действующий член Общества Личности и Социальной Психологии
- Член Ассоциации бизнес-психологов

Нашер пожертвовал гонорар от публикации своей книги «Открытое общество Карла Поппера» («Die Staatstheorie Karl Poppers») некоммерческой неправительственной организации Human Rights Watch, направленной на продвижение прав человека путем расследования злоупотреблений и давления правительства.

Нашер регулярно выступает в The Magic Castle в Голливуде, штат Калифорния, выступал в шоу Manhattan Magic на Таймс-сквер в Нью-Йорке в 2009 году. Был участником немецкого телешоу Следующий Ури Геллер.

Нашер выступал в качестве исполнительного продюсера британского гангстерского фильма «Дым», который был представлен на Международном кинофестивале в Марбелье.
Он двоюродный брат афганского певца Фархада Дарьи.